# حملة جيسي جاكسون 1988 الرئاسية
حملة جيسي جاكسون الرئاسية عام 1988 كانت حملة جيسي جاكسون الثانية لرئيس الولايات المتحدة. وهذه المرة، كانت نجاحاته في الماضي سببا في جعله مرشحا أكثر مصداقية، وكان أفضل تمويلا وأفضل تنظيما في الوقت نفسه. على الرغم من أن معظم الناس لم يصدقوا أنه كان لديه فرصة جدية للفوز، جاكسون مرة أخرى تجاوز التوقعات لأن نسبه كانت أكثر من ضعف ما كانت عليه من قبل، مما دفع آر دبليو أبل، الابن من نيويورك تايمز لوصف 1988 «عام جاكسون».

## الحملة

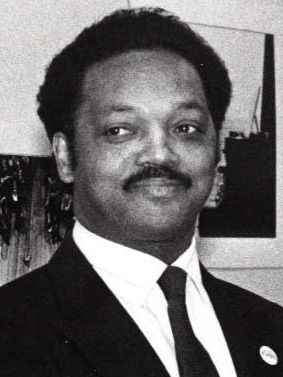
جيسي جاكسون

جاكسون والمرشح النهائي مايكل دوكاكيس فاقا كل المرشحين الديمقراطيين الآخرين في الانتخابات التمهيدية النهائية، بما في ذلك كاليفورنيا. جاء جاكسون في المرتبة الثانية في المندوبين خلف دوكاكيس. فاز جاكسون على المرشحين نائب الرئيس المستقبلي آل جور ونائب الرئيس المستقبلى والرئيس جو بايدن وديك جيفارت من بين آخرين. في أوائل عام 1988، نظم جاكسون تجمع في مصنع تجميع أمريكان موتورز السابق في كينوشا، ويسكونسن، بعد أسبوعين تقريبا من إعلان المالك الجديد ل‍كرايسلر أنه سيغلق المحطة بنهاية العام. وفى كلمته، تحدث جاكسون ضد قرار كرايسلر قائلا «علينا التركيز على كينوشا، ويسكونسن، كمكان هنا والآن، حيث نرسم الخط لانهاء العنف الاقتصادي». وقارن بين معركة العمال وبين معركة حركة الحقوق المدنية في سلما بولاية ألاباما. ونتيجة لهذا، صوتت النقابة 72 المحلية التابعة للاتحاد لصالح ترشيحه، حتى لو كان قد انتهك قواعد الاتحاد. ومع ذلك، بعد أقل من أسبوعين، عندما هزم جاكسون بسهولة من قبل مايكل دوكاكيس في الانتخابات التمهيدية في ويسكونسن، عانت حملته من نكسة كبيرة. كان أداء جاكسون بين الناخبين البيض في ويسكونسن أعلى بكثير من حملته عام 1984، ولكنه أيضًا أقل بكثير من استطلاعات الرأي قبل الانتخابات التمهيدية. وذُكر هذا الاختلاف كمثال على ما يسمى «تأثير برادلي».
كما توقفت حملة جاكسون بسبب ادعاءات تتعلق بالنشاط الإجرامي لنوح روبنسون الابن، الأخ غير الشقيق. كان على جاكسون الإجابة على أسئلة حول شقيقه في كثير من الأحيان، والذي يشار إليه غالبًا باسم «بيلي كارتر في فريق حملة جاكسون».
في أعقاب خسارة جاكسون بفارق طفيف أمام دوكاكيس في اليوم السابق في كولورادو، أنهى فوز دوكاكيس المريح في ويسكونسن زخم جاكسون. وقد ثبت النصر دوكاكيس كمرشح ديمقراطي واضح، وقد مضى للحصول على ترشيح الحزب، ولكنه خسر الانتخابات العامة في نوفمبر. في كلا السباقين، ترشح جاكسون على ما اعتبره الكثيرون منبرا ليبراليا جدا. وإذ يعلن أنه يريد إنشاء «تحالف قوس قزح» من مختلف مجموعات الأقليات، بما في ذلك الأمريكيين الأفارقة، والإسبان، والأميركيون من الشرق الأوسط، والأميركيون الآسيويون، الأمريكيون الأصليون، والمزارعون العائليون، والطبقة الفقيرة والطبقة العاملة، والأشخاص المثليين جنسيا، فضلا عن التقدميين البيض، ترشح جاكسون على منصة تتضمن:
- إنشاء برنامج على غرار إدارة تقدم الأعمال لإعادة بناء البنية التحتية الأمريكية وتوفير فرص العمل لجميع الأمريكيين،
- إعادة ترتيب أولويات الحرب على المخدرات للتركيز بدرجة أقل على الحد الأدنى الإلزامي من العقوبات على مستخدمي المخدرات (وهو ما يرى أنه منحاز عنصريا) وأكثر من ذلك بشأن فرض عقوبات أشد على مصرفيي غسل الأموال وغيرهم ممن يشكلون جزءا من نهاية «العرض» في «العرض والطلب»
- عكس التخفيضات الضريبية التي تجلبها ريغانوميكس لأغنى 10% من الأميركيين واستخدام الأموال لتمويل برامج الرعاية الاجتماعية
- خفض ميزانية وزارة الدفاع بمقدار حوالي خمسة عشر في المئة خلال إدارته
- إعلان جنوب أفريقيا في عصر الفصل العنصري ك‍دولة مارقة
- فرض تجميد فوري للأسلحة النووية والبدء في مفاوضات نزع السلاح مع الاتحاد السوفيتي
- تقديم تعويضات لأحفاد العبيد السود
- دعم المزارعين الأسريين من خلال إحياء العديد من البرامج الزراعية في عهد الصفقة الجديدة ل‍روزفلت
- إنشاء نظام دافع واحد للرعاية الصحية الشاملة
- التصديق على تعديل المساواة في الحقوق
- زيادة التمويل الاتحادي للتعليم العام الأدنى وتوفير كلية مجتمعية مجانية للجميع
- تطبيق إجراءات أكثر صرامة لتطبيق قانون حقوق التصويت و
- دعم قيام دولة فلسطينية.

وباستثناء قرار بتنفيذ الجزاءات المفروضة على جنوب أفريقيا بسبب سياساتها المتعلقة بالفصل العنصري، لم يدخل أي من هذه المواقف في برنامج الحزب في عام 1984 أو عام 1988.

## النتائج
جاكسون حصل على 6.9 مليون صوت وفاز بـ 11 مسابقة: سبعة انتخابات أولية (ألاباما، ومقاطعة كولومبيا، وجورجيا، ولويزيانا، وميسيسيبي، وبورتوريكو، وفرجينيا) وأربعة مؤتمرات (ديلاوير، وميتشيجان، وكارولينا الجنوبية وفيرمونت). كما سجل جاكسون انتصارات مارس في مؤتمرات ألاسكا والمؤتمرات المحلية بتكساس، على الرغم من خسارته في انتخابات تكساس الأولية. بعض التقارير الإخبارية تنسب له 13 فوز. لفترة وجيزة، بعد أن فاز بنسبة 55% من الأصوات في تجمع ميتشيجان الديمقراطي، اعتبر المرشح الأول للترشيح، حيث تفوق على جميع المرشحين الآخرين في إجمالي عدد المندوبين الموفدين. وكان جاكسون أول مرشح أسود يفوز بتصويت الشباب الديمقراطي الوطني بين جميع الناخبين الديمقراطيين الأساسيين، وهو رقم ديموغرافي وطني كبير، أي الناخبين الذين تتراوح أعمارهم بين 30 عاما وما دون، ليهزم دوكاكيس والمرشحون الآخرين في هذا المجال الديموغرافي.